# 克莱尼–波斯特定理
克莱尼–波斯特定理（英語：Kleene–Post Theorem）是可計算性理論中關於不可解度的定理，声称存在且可从停机问题计算出一对互相不可计算的不可解度。

## 内容
存在不可解度 {\displaystyle A,B}，使 {\displaystyle \mathbf {0} ^{\prime }\geq _{T}A}、{\displaystyle \mathbf {0} ^{\prime }\geq _{T}B} 且 {\displaystyle A,B} 互不可计算。

## 相关定理
- 弗里德堡–穆奇尼克定理是克莱尼–波斯特定理的强化形式。
- 波斯特定理
- 克莱尼–波斯特定理
- 波斯纳–罗宾逊定理
- 跳躍逆轉定理